# Carlos Octaviano da Cunha Vieira
Carlos Octaviano da Cunha Vieira (Jundiaí, 20 de outubro de 1897 – São Paulo, 8 de setembro de 1958) foi um mastozoólogo e ornitólogo brasileiro. 
Era filho do desembargador Octaviano da Costa Vieira e de Adélia da Cunha Vieira, irmã do célebre escritor Euclides da Cunha.
Vieira concluiu sua graduação em Farmácia na Faculdade de Farmácia e Odontologia (atualmente parte da Universidade de São Paulo), em novembro de 1920. Após graduar, em 1928, Vieira foi contratado como Conservador das Coleções Zoológicas do Museu Paulista. As coleções zoológicas do Museu Paulista foram integralmente transferidas para o Museu de Zoologia da USP na década de 1940. 
Vieira iniciou sua carreira científica publicando sobre aves, mas suas principais contribuições à zoologia foram na área de mastozoologia. Dentre os cátalogos publicados nas décadas de 1940 e 1950, destaca-se o "Ensaio monográfico sôbre os Quiropteros do Brasil" (publicado em 1942) e a "Lista remissiva dos mamíferos do Brasil" (publicada em 1955). Até então, a grande maioria das publicações científicas sobre mamíferos do Brasil era feita por cientistas estrangeiros. 
Outra contribuição de Vieira foi o aumento expressivo da coleção de mamíferos do Museu de Zoologia da USP, devido à expedições e compra de espécimes de coletores profissionais. Durante seu período como curador, a coleção passou de cerca de 2000 exemplares para mais de 15,000.

## Táxons em sua homenagem
- Callicebus vieirai
- Echimys vieirai
- Xeronycteris vieirai

## Táxons descritos
- Neoplatymops mattogrossensis
- Thyroptera tricolor juquiaensis
- Nasua nasua aricana

## Principais publicações
- Os Cotingídeos do Brasil - Revista do Museu Paulista, 1935.
- Nomes Vulgares de Aves do Brasil - Revista do Museu Paulista, 1936.
- Relatório da Excursão Científica ao Sul do Mato Grosso - Arquivos de Zoologia do Estado de São Paulo, 1940.
- Observações sobre a Fauna de Salobra, Mato Grosso - Memórias do Instituto Oswaldo Cruz, 1940.
- Monografia sobre os Quirópteros do Brasil - Arquivos de Zoologia do Estado de São Paulo, 1942.
- Os Símios do Estado de São Paulo - Papéis Avulsos do Departamento de Zoologia, 1944.
- Mamíferos de Monte Alegre - Papéis Avulsos do Departamento de Zoologia, 1945.
- Coleção de Mamíferos de Mato Grosso - Arquivos de Zoologia do Estado de São Paulo, 1947.
- Carnívoros do Estado de São Paulo - Arquivos de Zoologia do Estado de São Paulo, 1948.
- Mamíferos do Rio Juruá - Boletim do Museu Paraense Emílio Goeldi, 1949.
- Morcegos Úteis e Nocivos - Folheto das Páginas Agrícolas da Secretaria de Agricultura de São Paulo, 1949.
- Xenartros e Marsupiais do Estado de São Paulo - Arquivos de Zoologia do Estado de São Paulo, 1951.
- Mamíferos Coletados pela Expedição do Instituto Butantan ao Rio das Mortes e Serra do Roncador - Papéis Avulsos do Departamento de Zoologia, 1952.
- Sobre o Jupará do Nordeste do Brasil - Papéis Avulsos do Departamento de Zoologia, 1954.
- Mamíferos do Território do Acre - Papéis Avulsos do Departamento de Zoologia, 1954.
- Roedores e Lagomorfos do Estado de São Paulo - Arquivos de Zoologia do Estado de São Paulo, 1955.
- Mamíferos do Estado de Alagoas - Arquivos de Zoologia do Estado de São Paulo, 1955.
- Lista Remissiva dos Mamíferos do Brasil - Arquivos de Zoologia do Estado de São Paulo, 1955.
- Classificação do Búfalo de Marajó - Comunicação na Reunião do Conselho de Política Agrícola de São Paulo, 1956.
- Mamíferos do Estado do Maranhão - Papéis Avulsos do Departamento de Zoologia, 1959.[1]

## Participação em expedições científicas:
- Em 1939, participou de uma expedição ao sul de Mato Grosso, chefiada por Lauro Travassos, coletando aves e mamíferos.
- Em dezembro de 1939, realizou uma curta expedição ao rio Paraná com Olivério Pinto e Carlos A. Camargo Andrade, focando na coleta de aves e mamíferos.
- Em 1940, juntamente com A. M. Olalla, explorou a região de Santa Cruz dos Parelheiros, no sudeste de São Paulo.
- Em 1945, esteve no rio Paranapanema com Olivério Pinto e engenheiros do Instituto Geográfico e Geológico, coletando mamíferos.[1] [5]